# Carex decomposita
Carex decomposita är en halvgräsart som beskrevs av Henry Ernest Muhlenberg. Carex decomposita ingår i släktet starrar, och familjen halvgräs. Inga underarter finns listade i Catalogue of Life.

## Bildgalleri

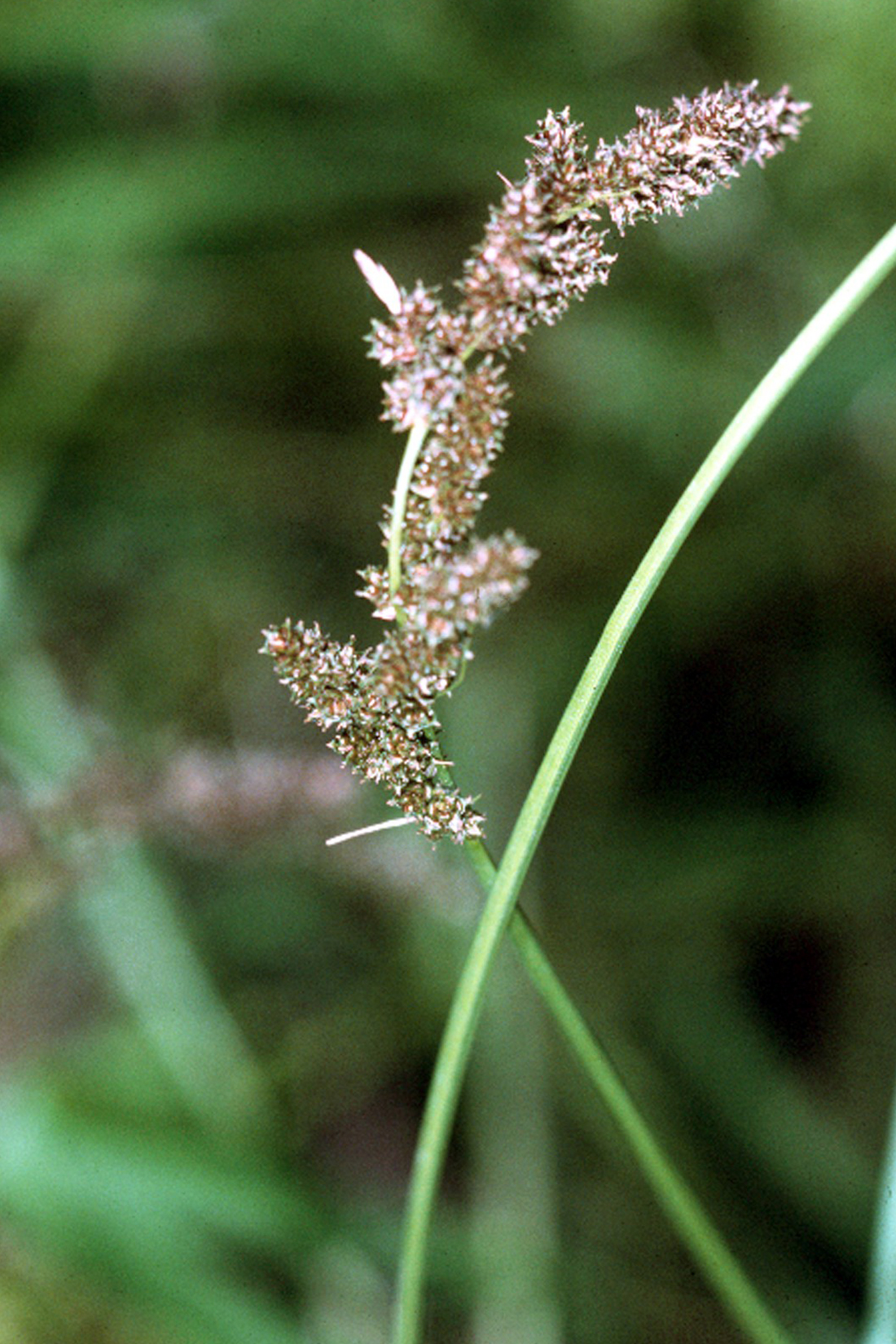